# Відбі (переписна місцевість, Вашингтон)
Відбі (англ. Whidbey Island Station) — переписна місцевість (CDP) в США, в окрузі Айленд штату Вашингтон. Населення — 1671 особа (2020).

## Географія
Відбі розташоване за координатами 48°20′56″ пн. ш. 122°39′13″ зх. д. / 48.34889° пн. ш. 122.65361° зх. д. (48.348761, -122.653723).  За даними Бюро перепису населення США в 2010 році переписна місцевість мала площу 17,19 км², з яких 17,14 км² — суходіл та 0,05 км² — водойми.

## Демографія
Згідно з переписом 2010 року, у переписній місцевості мешкала 1541 особа в 232 домогосподарствах у складі 157 родин. Густота населення становила 90 осіб/км².  Було 277 помешкань (16/км²).
Расовий склад населення:
| - 70,9 % — білих - 10,5 % — чорних або афроамериканців - 6,9 % — азіатів - 1,4 % — корінних американців - 0,9 % — вихідців з тихоокеанських островів - 3,7 % — осіб інших рас |

До двох чи більше рас належало 5,7 %. Частка іспаномовних становила 13,2 % від усіх жителів.
За віковим діапазоном населення розподілялося таким чином: 5,5 % — особи молодші 18 років, 94,5 % — особи у віці 18—64 років, 0,0 % — особи у віці 65 років та старші. Медіана віку мешканця становила 22,3 року. На 100 осіб жіночої статі у переписній місцевості припадало 272,2 чоловіків;  на 100 жінок у віці від 18 років та старших — 294,6 чоловіків також старших 18 років.
Середній дохід на одне домашнє господарство  становив 33 865 доларів США (медіана — 27 857), а середній дохід на одну сім'ю — 33 142 долари (медіана — 26 910). Медіана доходів становила 21 652 долари для чоловіків та 22 500 доларів для жінок. 
Цивільне працевлаштоване населення становило 131 осіб. Основні галузі зайнятості: публічна адміністрація — 49,6 %, транспорт — 13,7 %, роздрібна торгівля — 9,9 %, оптова торгівля — 7,6 %.